# لوك هودج
لوك هودج (بالإنجليزية: Luke Hodge)‏ هو لاعب كرة قدم أسترالية أسترالي، ولد في 15 يونيو 1984 في كولاك في أستراليا.

## وصلات خارجية
- لوك هودج على موقع إي آس بي آن كريك إنفو (الإنجليزية)
- لوك هودج على موقع AustralianFootball.com (الإنجليزية)
- لوك هودج على موقع AFLtables.com (الإنجليزية)